# Alfonso López de Corella
Alfonso López de Corella o Alonso López de Corella (Corella, c. 1513-Tarazona, 1584) fue un médico español.

## Biografía
Nació en Corella (Navarra) y cursó sus estudios en la Universidad de Alcalá de Henares. Solicitado por los vecinos, fue contratado como médico en su pueblo natal, aunque se trasladó luego a Tarazona (Zaragoza). Su texto considerado más importante y original es De morbo pustulato sive lenticularis, que versa sobre el tifus exantemático o tabardillo. En ella considera que no es una enfermedad nueva, que no era pestilente y no se debía confundir con la héctica (tuberculosis). Se asume que falleció en Tarazona en 1584, donde firmó su testamento el 19 de enero de ese año.

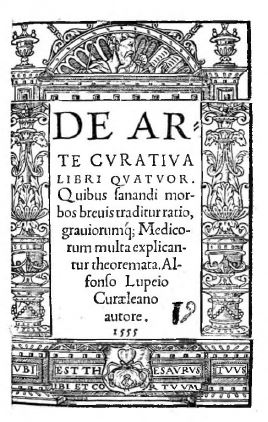
De arte curativa, impreso por Adrián de Amberes en Estella en 1555

## Obras
- Trezientas preguntas de cosas naturales. Valladolid, Francisco Fernández de Cordova, 1546.[5]
- Secretos de filosofia, astrología, medicina, y de las cuatro matemáticas ciencias, colegidos de muchos y diversos autores, divididos en cinco de quinquagenas de preguntas (Zaragoza, 1547), escrita en prosa y en verso y similar, según Antonio Hernández Morejón, a los diálogos de Pedro de Mercado.[2]
- Enchridion medicinae in quo praecipua thaeroricae et practicae juxta classicorum authorum dogmata dilucidantur, multaque trivialium medicorum notantur errata (Zaragoza, 1549), dedicada al obispo de Tarazona, Juan González de Munébrega.[2]
- De vini commoditatibus libellus (Zaragoza, 1550)[6]
- De arte curativa (Estella, 1555)[2][7]
- Naturae querimoniam (Zaragoza, 1564)[2]
- Annotationes in omnia Galeni opera (Zaragoza, 1565)[2]
- De naturae venae (Zaragoza, 1573)[2]
- De morbo pustulato sive lenticularis (Zaragoza, 1574)[2]
- Catalogum qui post Galeni aevum et Hipocrati et Galeno contradixerunt (1589)[2]
- De tuenda valetudine[2]